# سلطنة العوالق العليا
{{صندوق معلومات قبلية
| سابقة تشريفية      =  هل سليمان 
|الاسم                = محمد محسن  بذياب السليماني
|صورة                =
|عنوان_الصورة        = 
|تاريخ_الهجرة        = قبل 300 عام  - قبل 300 سنة تقريبا 
| اسم الولادة         =  عوض بن صالح بن عوض بن عيده
| مكان_الاقامة       = قالب:وادي الدواسر نجران
| مكان الولادة        = اليمن ، قالب:جنوب اليمن أبين
| الإقامة             =  {{|وادي الدواسر}} 
 السعودية
| المهنه            = 
| الديانة            =  الاسلام
| الجنسية            = 
| أسماء أخرى         = 
| اللقب              = 
| الكنية             = 
| عرقية              = عربي
|سبقه             = 
| العائلة القبلية   =  ال يسلم 
|الأب              = صالح بن عوض بن عيدة
|الأبناء              = شرار ، مطير 
| الزوج              = صالحة بنت حمد
| الخلافة1 = 
| معلومات أخرى1 = 
| نوع-الحكم1 =
| فترة الحكم1 = 
| تاريخ التتويج1 = 
| تقليد المنصب1 = 
| ولي العهد1 = 
| وصي العرش1 = 
| الحاكم السابق1 = 
| الحاكم اللاحق1 =
}}
عوض بن صالح  صالح الكازمي (1753-) ، هاجر الكازمي قبل 300 عام من جنوب اليمن من محافظة أبين وسكن المملكة العربية السعودية بالذات وادي الدواسر بدأت رحلة الكازمي قبل ( عام تقريبا - مع مرور الوقت نمت  قبيلة عوض بن صالح  وتوسعت عبر الاجيال لتصبح من اهم القبائل في  السعودية اصول قبيلة عوض بن صالح تعود من قبيلة يمنية في جنوب اليمن تدعى قبيلة عوض بن عيدة.